# Limnonectes khammonensis
Limnonectes khammonensis é uma espécie de anura da família Ranidae.
Pode ser encontrada nos seguintes países: Laos e possivelmente em Vietname.